# NATO Tiger Association

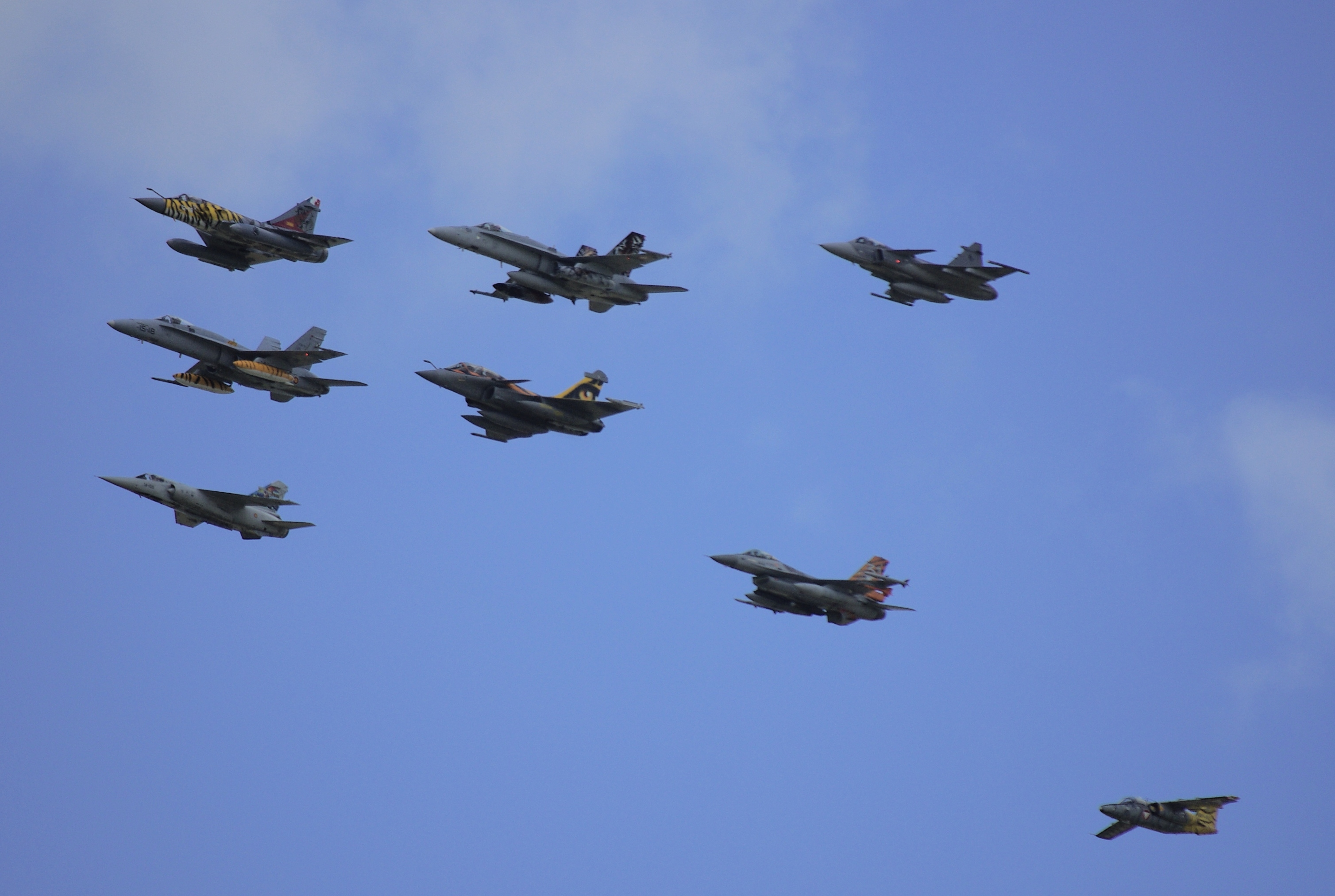
Formation aérienne mixte des appareils participant au NATO Tiger meet 2008 sur la BAN Landivisiau : 1 Mirage 2000C, 2 F/A-18 Hornet, 1 Mirage F1 CE, 1 Rafale B, 1 JAS 39 Gripen, 1 F-16, 1 Saab 105.

La NATO Tiger Association (Association des Tigres de l'OTAN) est une association qui regroupe des unités de différentes armées de l'air membres de l'Organisation du traité de l'Atlantique nord, dans le but de favoriser le partage d'expérience, d'améliorer l'inter-opérabilité et de renforcer la solidarité et l'esprit d'équipe. Cette association est ouverte à toute unité dont l'emblème est un tigre ou un autre félin (panthère, etc.), que cette unité soit équipée d'avions ou d'hélicoptères. 
Depuis les années 1960, elle organise chaque année une rencontre (désignée "Tiger Meet") permettant à ses membres de se retrouver pour participer à différents exercices (missions aériennes simulées), réunions d'échanges et festivités. Lors de ces rencontres, il est de tradition de décorer une partie des aéronefs avec des motifs rappelant le tigre. Une des récompenses remises à l'issue de chaque "Tiger Meet" est d'ailleurs attribuée à la plus belle décoration. Depuis 1977, le Tigre d'Argent récompense l'escadrille la plus performante durant les exercices, ainsi que lors des animations.

## Historique

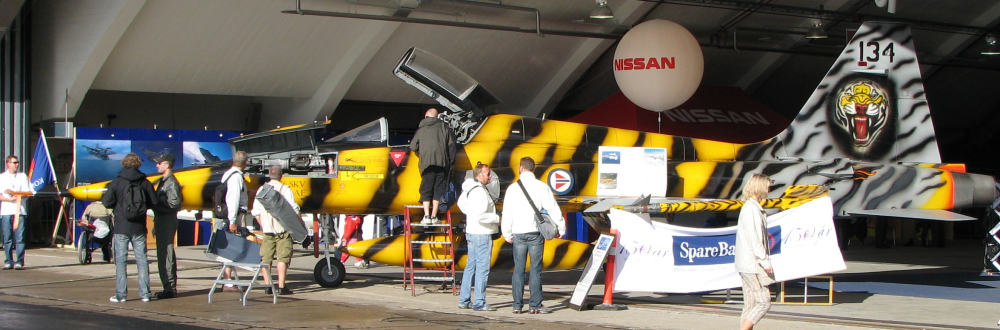
Un Northrop F-5 Freedom Fighter du de l'aviation norvégienne lors du meeting de 2007.

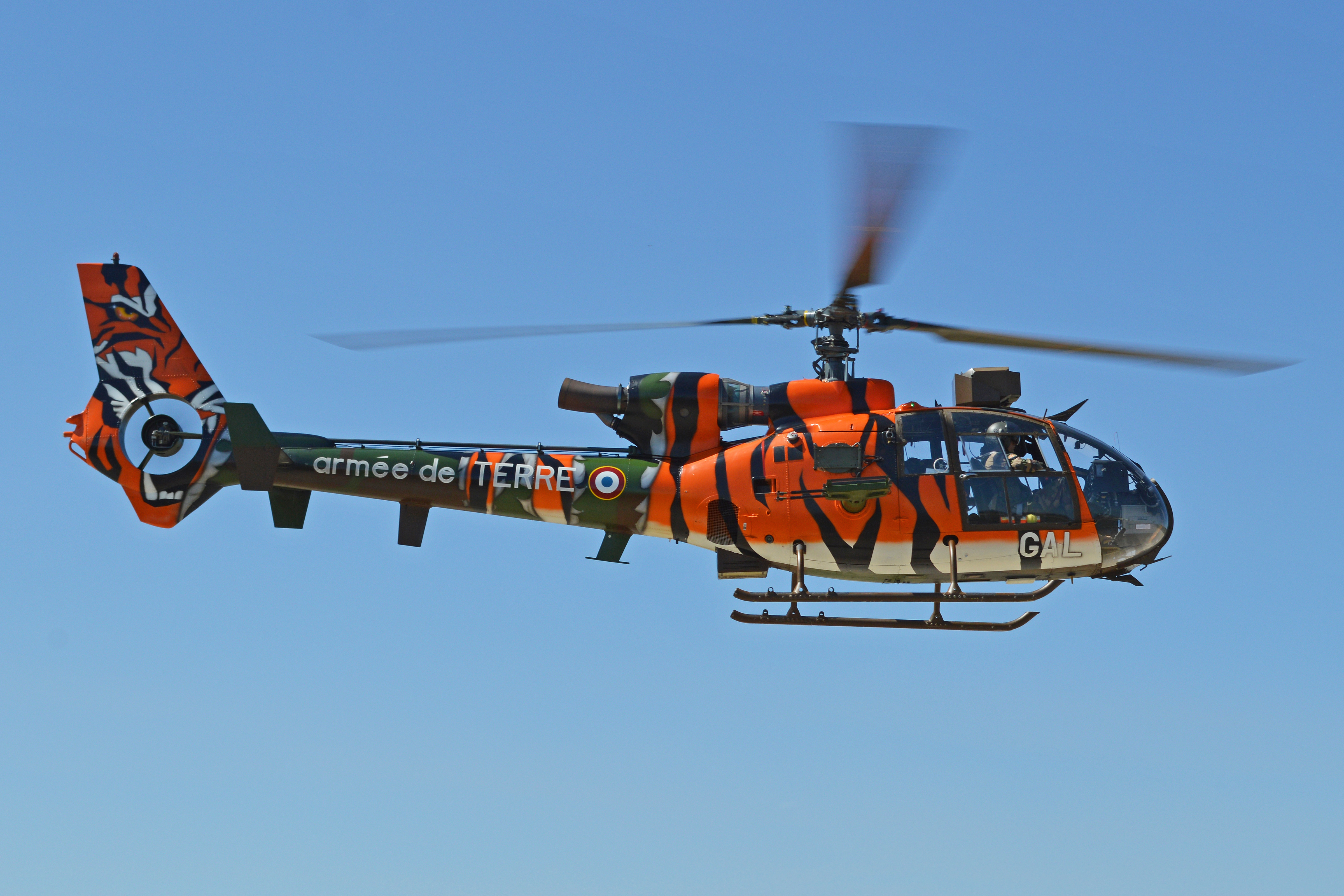
Une Gazelle de la 3e EHRA.

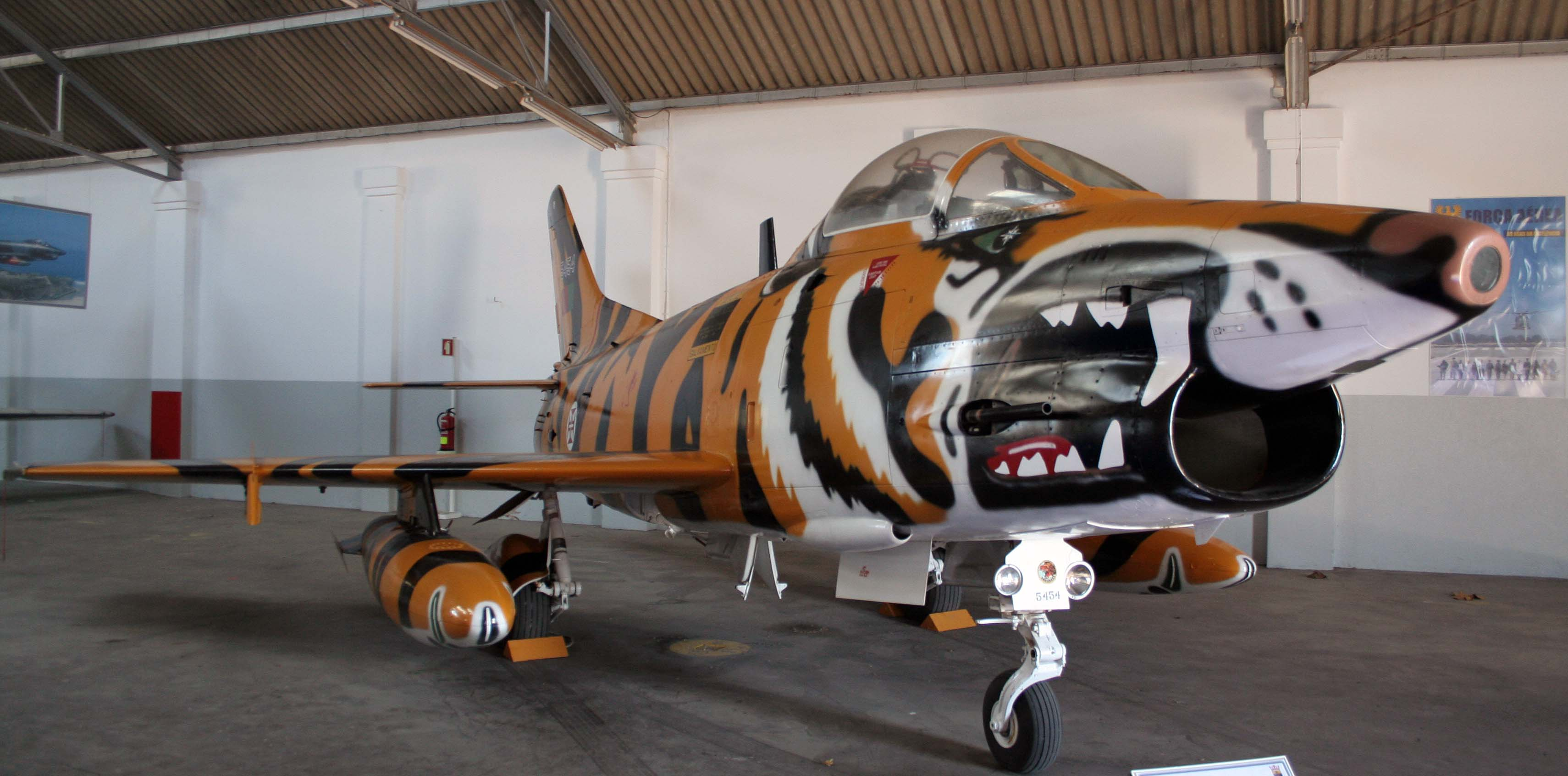
Un Fiat G.91 de l’aviation portugaise.

Une Association of Tiger Squadron est créée en 1960, à l'initiative de Pierre Messmer (alors ministre de la défense français) qui souhaitait renforcer les relations entre unités de l'OTAN. Ses trois membres fondateurs sont le 79th Tactical Fighter Squadron de l'US Air Force, le 74 Squadron de la Royal Air Force et l'Escadron de chasse 1/12 Cambrésis de l'Armée de l'air française.
En 1962, le lieutenant Mike Dugan de l'USAF a l'idée d'organiser le premier "NATO Tiger Day" et d'inviter toutes les unités de l'OTAN dont l'emblème est un tigre. La réussite de cette rencontre conduit naturellement à renouveler l'expérience chaque année. Tant l'association que les rencontres prennent progressivement de l'ampleur au fil du temps.
Réservé à l'origine aux membres de l'OTAN, il est ouvert depuis 2003 aux formations des pays qui font partie du Partenariat pour la paix.
En juin 2013, 21 unités sont membres de plein droit de l'association, 10 sont membres honoraires, 3 sont en probation et 7 n'existent plus. 
De nos jours, un "Tiger Meet" rassemble plus de 500 personnes (pilotes, mécaniciens, etc.) et une cinquantaine d'aéronefs de plusieurs nationalités. La rencontre dure deux semaines, au cours de laquelle environ 200 exercices en commun sont effectués.

Un SA 330 Puma de l'escadron 230 de la Royal Air Force dans sa peinture pour le Tiger Meet 2005.
Un Dassault Super-Étendard de la Flottille 11F de l'Aéronautique navale pour le Tiger Meet 2007.
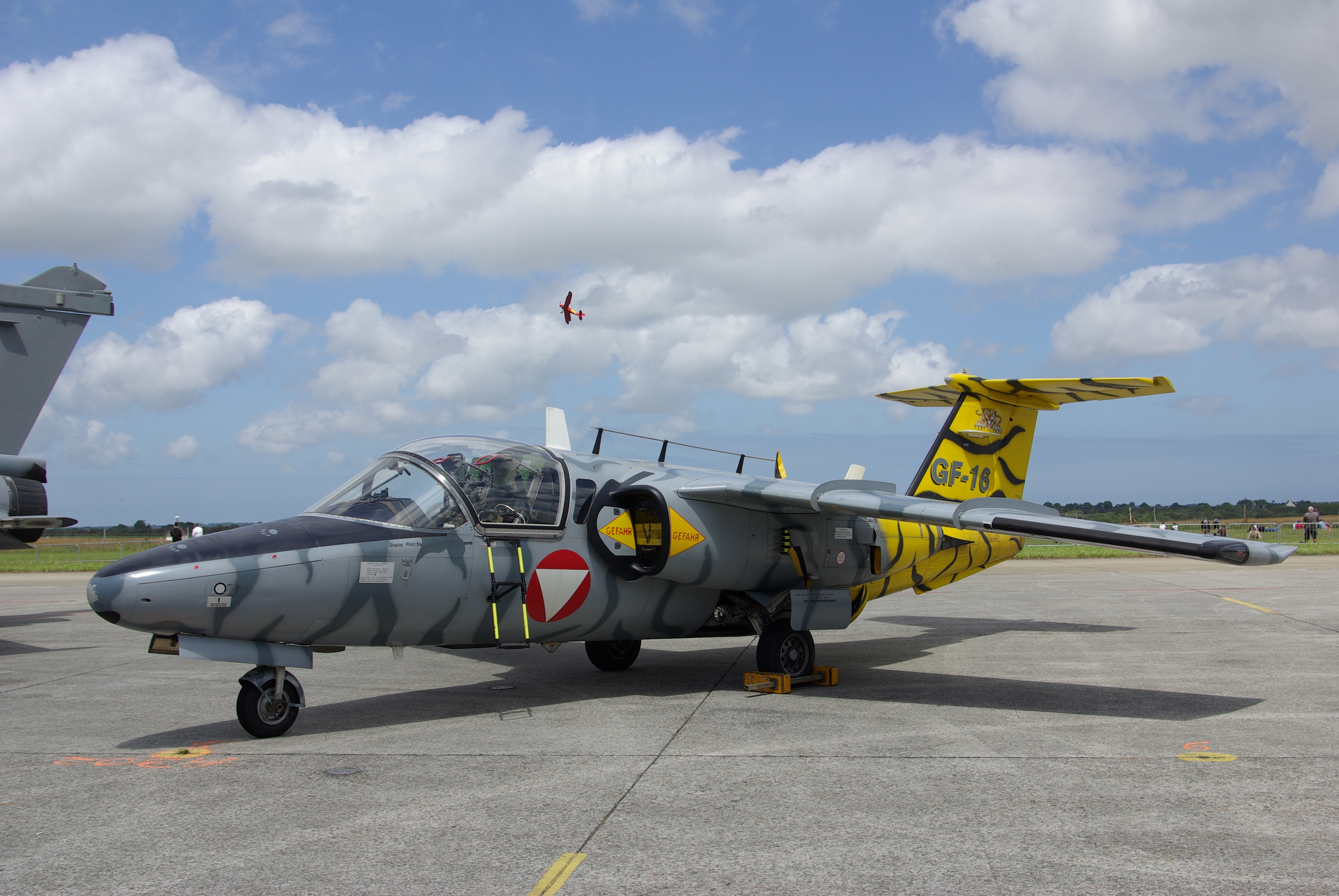
Un Saab 105 Autrichien en 2008.
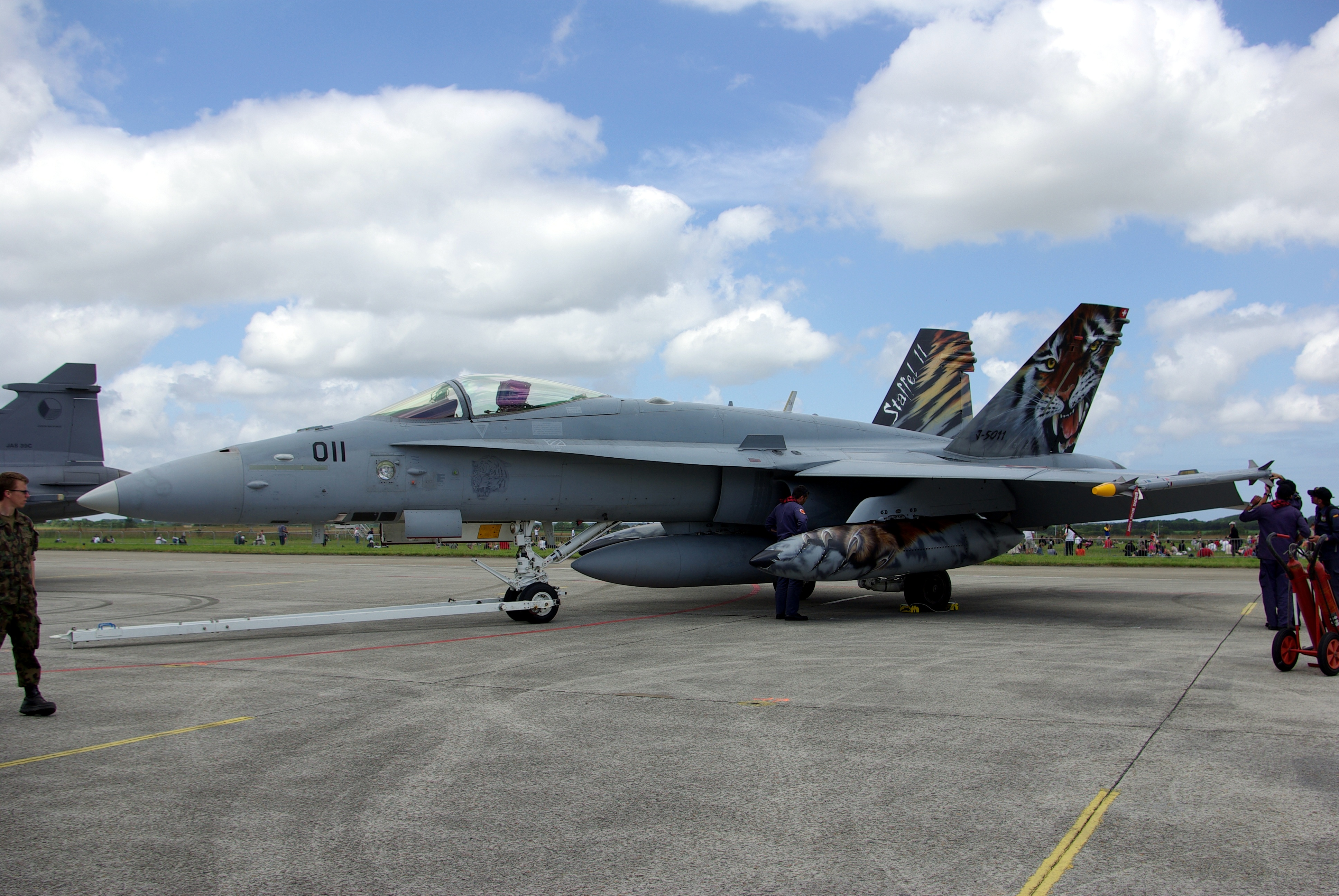
Un F/A–18C Hornet de la Fliegerstaffel 11 (de) des Forces aériennes suisses en 2008.
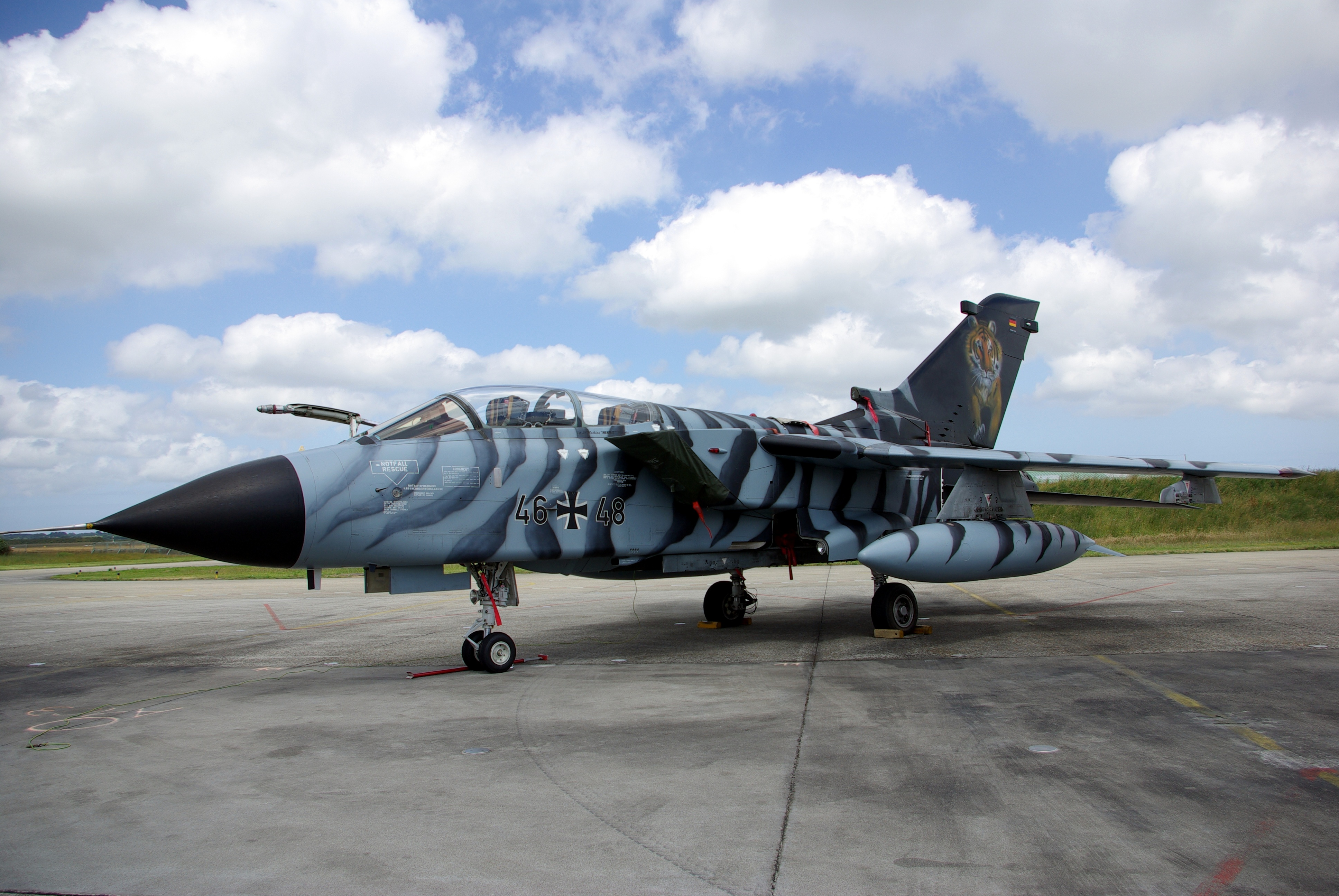
Un Tornado de la Luftwaffe.
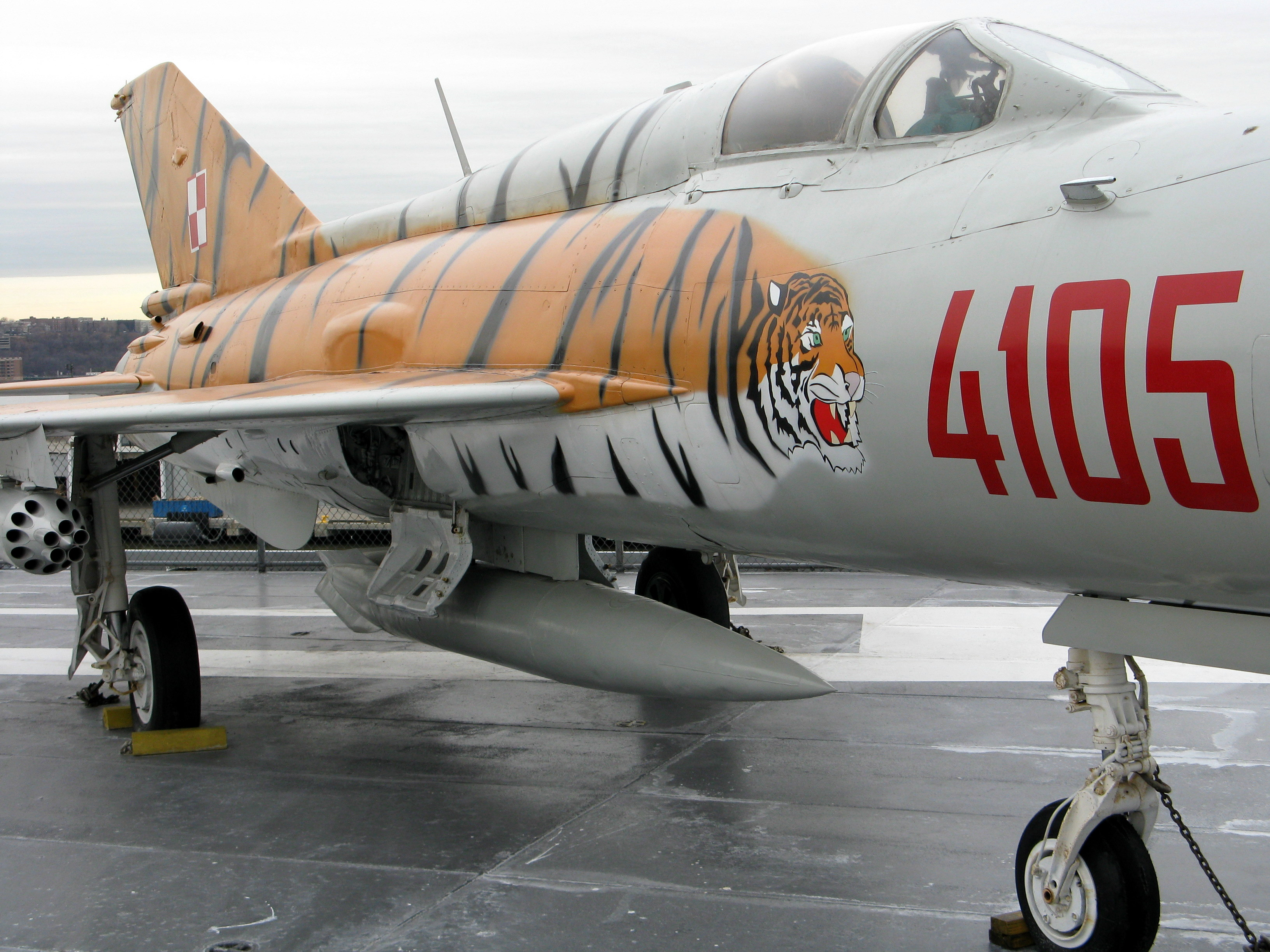
Un MiG–21PFM polonais.
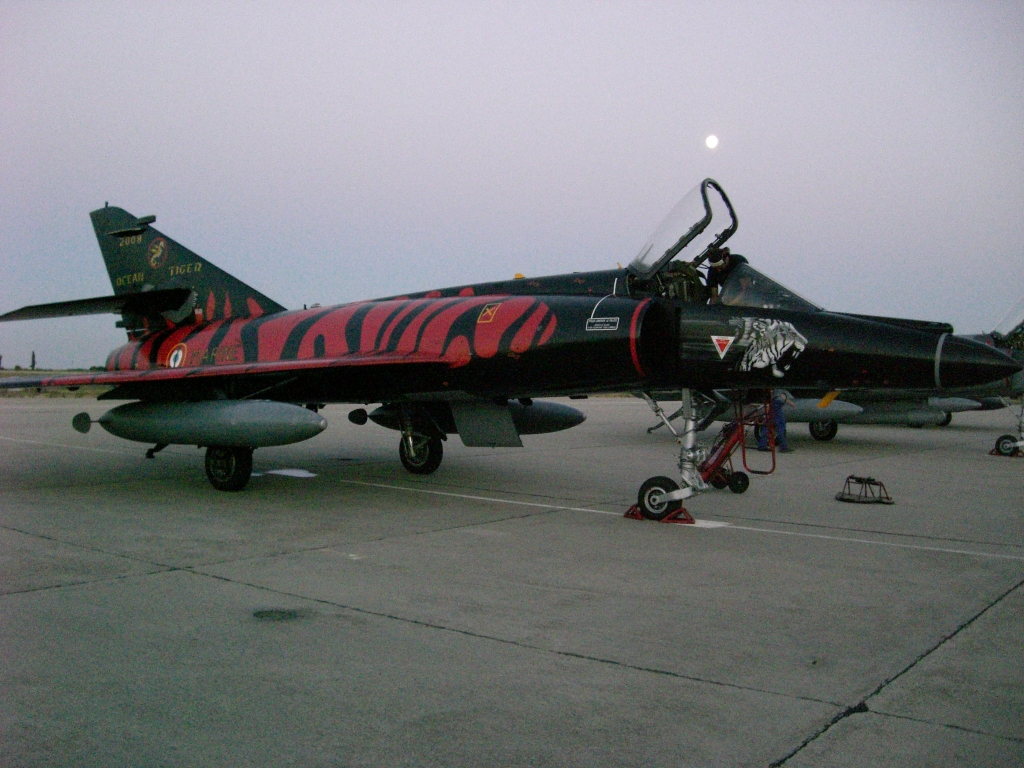
Un Super Étendard pour le Tiger Meet 2008.

## Unités en 2024

### 24 membres à part entière
| Pays        | Base/Ville                       | Escadron                                                      | Armée                                     | Aéronefs                    |
| ----------- | -------------------------------- | ------------------------------------------------------------- | ----------------------------------------- | --------------------------- |
| Belgique    | Kleine-Brogel AB                 | 31e escadrille                                                | Composante air                            | F-16 MLU Fighting Falcon    |
| Italie      | Grazzanise                       | 21° Gruppo (it)                                               | Aeronautica Militare                      | HH.212                      |
| Grèce       | Araxos                           | 335 Mira (en)                                                 | Polemikí Aeroporía                        | F-16C/D Fighting Falcon     |
| Royaume-Uni | RAF Benson                       | 230 Squadron (en)                                             | Royal Air Force                           | Puma HC.2                   |
| Portugal    | BA5 Monte Real                   | Esquadra 301 (en)                                             | Força Aérea Portuguesa                    | F-16A/B MLU Fighting Falcon |
| France      | BAN Landivisiau                  | Flottille 11F                                                 | Marine nationale française                | Rafale M                    |
| Royaume-Uni | NAS Culdrose                     | 814 Naval Air Squadron                                        | Royal Navy                                | Merlin HM2                  |
| Turquie     | Balıkesir                        | 192 nci Filo                                                  | Türk Hava Kuvvetleri                      | F-16C/D Fighting Falcon     |
| Suisse      | Base aérienne de Meiringen (en)  | Fliegerstaffel 11 (en)                                        | Forces aériennes suisses                  | F/A-18C/D Hornet            |
| Espagne     | Albacete-Los Llanos              | 142 Escuadrón                                                 | Ejército del Aire                         | EF-2000 Eurofighter         |
| France      | Base aérienne 118 Mont-de-Marsan | Escadron de Chasse et d'Expérimentation 1/30 'Côte d'Argent'  | Armée de l'air Française                  | Divers                      |
| Pays-Bas    | Vlb Volkel                       | 313 squadron                                                  | Koninklijke Luchtmacht                    | F-35A Lightning II          |
| Tchéquie    | Čáslav                           | 211 Taktcká Letka (cs)                                        | Vzdušné síly Armády České republiky       | JAS-39C/D Gripen            |
| Allemagne   | Schleswig-Jagel                  | Taktisches Luftwaffengeschwader 51 - 1e Staffel               | Luftwaffe                                 | Tornado IDS & ECR           |
| OTAN        | Geilenkirchen                    | Flying Squadron 1                                             | NATO AEWCF                                | E-3A Sentry                 |
| Tchéquie    | Namest                           | 221 Letka Bitevních Vrtulníku                                 | Vzdušné síly Armády České republiky       | Mi-24 Hind                  |
| Italie      | Gioia del Colle                  | 12° Gruppo                                                    | Aeronautica Militare                      | EF-2000 Eurofighter         |
| Espagne     | BA Zaragoza                      | ALA 15                                                        | Ejército del Aire                         | EF-18+ Hornet               |
| Hongrie     | Kecskemét                        | 59/1. Harcászati Repülő Század                                | Magyar Légierő                            | JAS-39C/D Gripen            |
| Pologne     | Base aérienne Krzesiny           | 6 Eskadra Lotnicza                                            | Force aérienne de la République polonaise | F-16C/D Fighting Falcon     |
| Allemagne   | Neubourg                         | Taktisches Luftwaffen Geschwader 74                           | Luftwaffe                                 | EF-2000 Eurofighter         |
| France      | Base aérienne d'Étain-Rouvres    | Escadrille d'Hélicoptères de Reconnaissance et d'Attaque no 3 | Armée de terre Française (ALAT)           | SA-342M Gazelle             |
| France      | Base aérienne 118 Mont-de-Marsan | Escadron de chasse 3/30 'Lorraine'                            | Armée de l'air Française                  | Rafale B/C                  |
| Autriche    | Base aérienne de Zeltweg (en)    | 2.Staffel / Überwachungsgeschwader                            | Österreichische Luftstreitkräfte          | EF-2000 Eurofighter         |

### 9 membres honoraires
| Pays       | Base/Ville                   | Escadron                     | Armée                     | Aéronefs                |
| ---------- | ---------------------------- | ---------------------------- | ------------------------- | ----------------------- |
| États-Unis | Shaw AFB (KSSC), SC          | 79th Fighter Squadron        | US Air Force              | F-16C/D Fighting Falcon |
| Canada     | CFB Bagotville (CYBG), QUE   | 439 Combat Support Squadron  | Aviation royale du Canada | CH-146 Griffon          |
| États-Unis | Mountain Home AFB (KMUO), ID | 391st Fighter Squadron       | US Air Force              | F-15E Strike Eagle      |
| États-Unis | Whiteman AFB, (KSZL), KA     | 393rd Bomb Squadron          | US Air Force              | B-2A Spirit             |
| États-Unis | Jacksonville NAS, (KNIP), FL | Patrol Squadron 8            | US Navy                   | P-8A Poseidon           |
| États-Unis | McGuire AFB (KWRI), NJ       | 141st Air Refueling Squadron | Garde nationale aérienne  | KC-135R Stratotanker    |
| États-Unis | Ellsworth AFB (KRCA), SD     | 37th Bomb Squadron           | US Air Force              | B-1B Lancer             |
| États-Unis | Buckley AFB (KBKF), CO       | 120th Figter Squadron        | Garde nationale aérienne  | F-16C/D Fighting Falcon |
| Inde       | Gwalior AFS                  | No 1 Squadron                | Indian Air Force          | Mirage 2000H            |

### 1 membre probatoire
| Pays      | Base/Ville        | Escadron        | Armée                     | Aéronefs       |
| --------- | ----------------- | --------------- | ------------------------- | -------------- |
| Slovaquie | aéroport de Sliač | 1. Bojová letka | Velitelstvo Vzdušnych Sil | MiG-29 Fulcrum |

### 8 membres dissous

Un Mirage 2000 de l'Escadron de chasse 1/12 Cambrésis.

| Pays        | Escadron                          | Armée                            |
| ----------- | --------------------------------- | -------------------------------- |
| France      | Escadron de Chasse 1/12 Cambrésis | Armée de l'air Française         |
| Royaume-Uni | 74(F) Squadron                    | Royal Air Force                  |
| Allemagne   | Jagdbomberstaffel 43/1            | Luftwaffe                        |
| Allemagne   | Aufklärungsgeschwader 52          | Luftwaffe                        |
| Norvège     | 336 Skvadron                      | Luftforsvaret                    |
| Autriche    | 1 Jet Trainer Squadron            | Österreichische Luftstreitkräfte |
| Allemagne   | Jagdbomberstaffel 32/1            | Luftwaffe                        |
| Norvège     | 338 Skvadron                      | Luftforsvaret                    |

### 4 anciens membres
| Pays       | Escadron                          | Armée                    |
| ---------- | --------------------------------- | ------------------------ |
| États-Unis | 53rd Fighter Squadron             | US Air Force             |
| États-Unis | 494th Fighter Squadron            | US Air Force             |
| Italie     | 155° Gruppo "Pantere Nere"        | Aeronautica Militare     |
| France     | Escadron de chasse 1/7 'Provence' | Armée de l'air Française |

## Éditions NATO Tiger Meet
| Année | Pays                 | Base/Ville                       | Escadron                          | Vainqueur du Tigre d'Argent                         |
| ----- | -------------------- | -------------------------------- | --------------------------------- | --------------------------------------------------- |
| 1961  | Royaume-Uni          | RAF Woodbridge                   | 79th Fighter Squadron             |                                                     |
| 1962  | Royaume-Uni          | RAF Woodbridge                   | 79th Fighter Squadron             |                                                     |
| 1963  | Belgique             | Kleine-Brogel AB                 | 31 Smaldeel                       |                                                     |
| 1964  | France               | Base aérienne 103 Cambrai-Épinoy | Escadron de chasse 1/12 Cambrésis |                                                     |
| 1965  | Allemagne de l'Ouest | Bitburg                          | 53rd Fighter Squadron             |                                                     |
| 1966  | Royaume-Uni          | RAF Leuchars                     | 74(F) Squadron                    |                                                     |
| 1967  | Allemagne de l'Ouest | GAF Leck                         | Aufklarungsgeschwader 52          |                                                     |
| 1968  | Allemagne de l'Ouest | CAF Lahr                         | 439 Squadron                      |                                                     |
| 1969  | Royaume-Uni          | RAF Woodbridge                   | 79th Fighter Squadron             |                                                     |
| 1970  | Belgique             | Kleine-Brogel AB                 | 31 Smaldeel                       |                                                     |
| 1971  | Royaume-Uni          | RAF Upper Heyford                | Jagdbomberstaffel 431             |                                                     |
| 1972  | France               | Base aérienne 103 Cambrai-Épinoy | Escadron de chasse 1/12 Cambrésis |                                                     |
| 1973  | Italie               | Cameri/Novare                    | 21 Gruppo                         |                                                     |
| 1974  | Allemagne de l'Ouest | Bitburg                          | 53rd Fighter Squadron             |                                                     |
| 1975  | Allemagne de l'Ouest | GAF Leck                         | Aufklarungsgeschwader 52          |                                                     |
| 1976  | Allemagne de l'Ouest | CAF Baden Söllingen              | 439 Squadron                      |                                                     |
| 1977  | Royaume-Uni          | RAF Greenham Common              | 79th Fighter Squadron             | 439 Combat Support Squadron                         |
| 1978  | Belgique             | Kleine-Brogel AB                 | 31 Smaldeel                       | 31 Smaldeel                                         |
| 1979  | France               | Base aérienne 103 Cambrai-Épinoy | Escadron de chasse 1/12 Cambrésis | 439 Combat Support Squadron                         |
| 1980  | Italie               | Cameri/Novare                    | 21 Gruppo                         | Esquadra 301                                        |
| 1981  | Allemagne de l'Ouest | Bitburg                          | 53rd Fighter Squadron             | 439 Combat Support Squadron                         |
| 1982  | Allemagne de l'Ouest | RAF Gütersloh                    | 230 Squadron                      | Fliegerstaffel 11 (en) (F-5 E/F Tiger II)           |
| 1983  | Allemagne de l'Ouest | CAF Baden Söllingen              | 439 Squadron                      | Jagdbomberstaffel 431                               |
| 1984  | Allemagne de l'Ouest | GAF Leck                         | Aufklarungsgeschwader 52          | 31 Smaldeel                                         |
| 1985  | Belgique             | Kleine-Brogel AB                 | 31 Smaldeel                       | Esquadra 301                                        |
| 1986  | France               | Base aérienne 103 Cambrai-Épinoy | Escadron de chasse 1/12 Cambrésis | 53rd Fighter Squadron                               |
| 1987  | Portugal             | Montijo                          | Esquadra 301                      | Jagdbomberstaffel 431                               |
| 1988  | Italie               | Cameri/Novare                    | 21 Gruppo                         | 74(F) Squadron (Phantom FGR.2)                      |
| 1989  |                      |                                  |                                   |                                                     |
| 1990  | Royaume-Uni          | RAF Upper Heyford                | 79th Fighter Squadron             | 79th Fighter Squadron (F-111E Aardvark)             |
| 1991  | Royaume-Uni          | RAF Fairford                     | International Air Tattoo          | 53rd Fighter Squadron (F-15C/D Eagle)               |
| 1992  | Espagne              | Albacete-Los Llanos              | 142 Escuadrón                     | Escadron de chasse 1/12 Cambrésis (Mirage 2000C/B)  |
| 1993  | Belgique             | Kleine-Brogel AB                 | 31 Smaldeel                       | 74(F) Squadron (Hawk T.1)                           |
| 1994  | France               | Base aérienne 103 Cambrai-Épinoy | Escadron de chasse 1/12 Cambrésis | 31 Smaldeel (F-16A/B)                               |
| 1995  |                      |                                  |                                   |                                                     |
| 1996  | Portugal             | BA11 Beja                        | Esquadra 301                      | 31 Smaldeel (F-16A/B)                               |
| 1997  | Royaume-Uni          | RAF Fairford                     | International Air Tattoo          | 31 Smaldeel (F-16A/B)                               |
| 1998  | Allemagne            | Base aérienne de Lechfeld        | Jagdbomberstaffel 321             | 21 Gruppo (AB-212ICO)                               |
| 1999  |                      |                                  |                                   |                                                     |
| 2000  |                      |                                  |                                   |                                                     |
| 2001  | Belgique             | Kleine-Brogel AB                 | 31 Smaldeel                       | Escadron de chasse 1/12 Cambrésis (Mirage 2000C/B)  |
| 2002  | Portugal             | BA11 Beja                        | Esquadra 301                      | 221 squadron (Mi-24 Hind)                           |
| 2003  | France               | Base aérienne 103 Cambrai-Épinoy | Escadron de chasse 1/12 Cambrésis | 31 Smaldeel (F-16A/B MLU)                           |
| 2004  | Allemagne            | Schleswig-Jagel                  | Aufklarungsgeschwader 51          | Jagdbomberstaffel 321 (Tornado ECR)                 |
| 2005  | Turquie              | Balıkesir                        | 192 Filo                          | 230 Squadron (Puma HC.1)                            |
| 2006  | Espagne              | Albacete-Los Llanos              | 142 Escuadrón                     | Escadron de chasse 1/12 Cambrésis (Mirage 2000C/B)  |
| 2007  | Norvège              | Ørland                           | 338 Skvadron                      | 31 Smaldeel (F-16A/B MLU)                           |
| 2008  | France               | BAN Landivisiau                  | Flottille 11F                     | Fliegerstaffel 11 (en) (F/A-18 C/D)                 |
| 2009  | Belgique             | Kleine-Brogel AB                 | 31 Smaldeel                       | Escadron de chasse 1/12 Cambrésis (Mirage 2000C/B)  |
| 2010  | Pays-Bas             | Vlb Volkel                       | 313 squadron                      | 211th Tactical Squadron (JAS-39C/D Gripen)          |
| 2011  | France               | Base aérienne 103 Cambrai-Épinoy | Escadron de chasse 1/12 Cambrésis | Esquadra 301 (F-16A/B MLU)                          |
| 2012  | Norvège              | Ørland                           | 338 Skvadron                      | 31 Smaldeel (F-16A/B MLU)                           |
| 2013  | Norvège              | Ørland                           | 338 Skvadron                      | Aufklarungsgeschwader 51 (Tornado ECR & IDS)        |
| 2014  | Allemagne            | Schleswig-Jagel                  | Aufklarungsgeschwader 51          | Fliegerstaffel 11 (en) (F/A-18 C/D)                 |
| 2015  | Turquie              | Konya AFB                        | 192 Filo                          | 21 Gruppo (AB-212 ICO)                              |
| 2016  | Espagne              | BA Zaragoza                      | ALA 15                            | 31 Smaldeel (F-16A/B MLU)                           |
| 2017  | France               | BAN Landivisiau                  | Flottille 11F                     | 31 Smaldeel (F-16A/B MLU)                           |
| 2018  | Pologne              | Base aérienne Krzesiny           | 6 Eskadra Lotnictwa Taktycznego   | 313 squadron (F-16A/B MLU)                          |
| 2019  | France               | BA 118 Mont-de-Marsan            | Escadron de chasse 3/30 Lorraine  | Esquadra 301 (F-16A/B MLU)                          |
| 2020  |                      |                                  |                                   |                                                     |
| 2021  | Portugal             | BA11 Beja (en)                   | Esquadra 301                      | 12° Gruppo (EF2000 Typhoon)                         |
| 2021  | Belgique             | Kleine-Brogel AB                 | 31 Smaldeel                       | Taktisches Luftwaffengeschwader 74 (EF2000 Typhoon) |
| 2022  | Grèce                | Araxos                           | 335 Mira                          | Escadron de chasse 3/30 'Lorraine' (Rafale B/C)     |
| 2023  | Italie               | Gioia del Colle                  | 12° Gruppo                        | Taktisches Luftwaffengeschwader 74 (EF2000 Typhoon) |
| 2024  | Allemagne            | Schleswig-Jagel                  | Aufklarungsgeschwader 51          | 6 Eskadra Lotnicza (F-16C/D Fighting Falcon)        |
| 2025  | Portugal             | BA11 Beja (en)                   | Esquadra 301                      |                                                     |

### Sources
- Bref historique de la NATO Tiger association, sur le site de la Flottille 11F.